# Maastrichtsagen
Maastrichtsagen (også kaldet Grundlovssagen) er en principiel retssag hvor 12 danske statsborgere havde ønsket Højesterets vurdering af, om bestemthedskravet i Grundlovens § 20 var overholdt (beføjelser kan alene overlades til andre end danske myndigheder i nærmere bestemt omfang) i forbindelse med Danmarks indtræden i EF og senere ændringer, herunder Maastricht-traktaten.

## Formalitetssagen
Sagsøgerne repræsenteret af professor dr.jur. Ole Krarup, advokat Christian Harlang og advokat Karen Dyekjær-Hansen. Sagen blev oprindelig anlagt 17. maj 1993 ved Østre Landsret som ved dom den 30. juni 1994 afviste sagen idet "der ikke foreligger noget konkret eller aktuelt retsforhold, der kan berettige sagsøgerne til hver for sig eller tilsammen at få de nedlagte påstande prøvet af domstolene". Dette var i overensstemmelse med en tidligere Højesteretsdom som tilsvarende omhandlede den oprindelige tiltrædelse af EF i 1972 (U.1973.694).
Sagsøgerne ankede til Højesteret ved dom af 12. august 1996 omgjorde Østre Landsrets dom (og siden egen tidligere praksis) i det de fandt at "Ved afgørelsen af, om appellanterne bør have adgang til at få dette spørgsmål prøvet ved domstolene, må der lægges vægt på, at tiltrædelsen af Traktaten om Den Europæiske Union indebærer overførsel af lovgivningskompetence inden for en række almene og væsentlige livsområder og derfor i sig selv er af indgribende betydning for den danske befolkning i almindelighed. Herved adskiller denne sag sig fra sædvanlige sager om prøvelse af loves overensstemmelse med Grundloven. På grund af tiltrædelseslovens generelle og indgribende betydning har appellanterne en væsentlig interesse i at få deres påstande prøvet.". Højesteret ophævede derfor dommen og hjemviste sagen til realitetsbehandling (U.1998.800).

## Realitetssagen
Østre Landsret med afsagde dom den 27. juni 1997. Dom blev afsagt af Højesteret den 6. april 1998 (U.1998.800).
Højesteret fandt ikke, at § 20 var overtrådt men udtalte bl.a. at regeringen havde pligt til at bruge sin vetoret til at sikre at den såkaldte fleksibilitetsbestemmelse ikke blev brugt til at vedtage retsakter der gik ud over den overdragede suverænitet. Højesteret fastslog endvidere at danske domstole har kompetence til at tilsidesætte en EU-retsakt som går ud over den afgivne suverænitets rammer, en kompetence som ellers ifølge EU-retten alene tilkommer EU-domstolen. En sådan tilsidesættelse af en EU-retsakt er endnu ikke sket.